# معضلة غالوا العكسية
في نظرية غالوا، معضلة غالوا العكسية تحاول أن تجيب عن السؤال : هل كل زمرة منتهية تظهر كزمرة لغالوا لتمديد ما لغالوا للأعداد الجذرية.